# كورين مارشال
كورين مارشال (بالإنجليزية: Corinne Marshall)‏ هي كاتبة سيناريو أمريكية، ولدت في 6 يناير 1980.

## وصلات خارجية
- كورين مارشال على موقع IMDb (الإنجليزية)